# Râul Bordeiul Bratu, Cerna
Râul Bordeiul Bratu este un curs de apă, afluent de dreapta al râului Cerna. 